# متحف الرقة
35°56′45″N 39°1′00″E / 35.94583°N 39.01667°E
متحف الرقة متحف في مدينة الرقة السورية، يقع في بناء قديم بني في الفترة العثمانية سنة 1861 م وقد استخدم سابقا دارا للسرايا وتحول إلى متحف في 24 أكتوبر 1981.
المبنى بناء أثري مميز يتألف من طابقين يحتوي كل طابق على مكتشفات أثرية هامة من المواقع العديدة المنتشرة في مختلف أرجاء محافظة الرقة.

## الطابق الأول
نجد عند مدخل المتحف لوحة فسيفسائية جميلة تعود إلى القرن الخامس عشر الميلادي عثر عليها في حويجة حلاوة في محافظة الرقة، وزين البهو الكبير في الطابق الأرضي بلوحات فوتوغرافية لأهم مواقع الآثار في المحافظة وسوريا كما خصص في هذا الطابق جناح للآثار القديمة وجناح آخر للآثار من العصور الرومانية والبيزنطية، وكذلك جناح للفن الحديث.

## الطابق الثاني
خصص هذا الطابق للعصور العربية الإسلامية، منها الأواني وخزف الرقة وزخارف قصور الرقة ونقوش إسلامية وإطارات جصية بارزة وتيجان وعقود حجرية وجرار فخارية، وفي الطابق نفسه من المتحف قسم يتعلق بالتقاليد الشعبية في محافظة الرقة، يعرض التقاليد والمصنوعات الشعبية في المحافظة، عرضت فيه خيمة بدوية مع جميع مشتملاتها من أثاث وأدوات مع تمثالين لبدو من الرقة مع مشاهد صناعة الخبز والغزل وحاجيات الخيول وصناعات تراثية تقليدية.
وقد حفظت في المتحف جميع المكتشفات الأثرية المعدة للبحث والدراسة من قبل الباحثين والعلماء. واشتهرت الرقة بصناعة الخزف ويحتوى المتحف على الكثير من (خزف الرقة)، وفي متحف دمشق الوطني نماذج منه تعادل أهميتها خزف الرصافة وبخاصة الخزف ذو البريق المعدني المتميز.

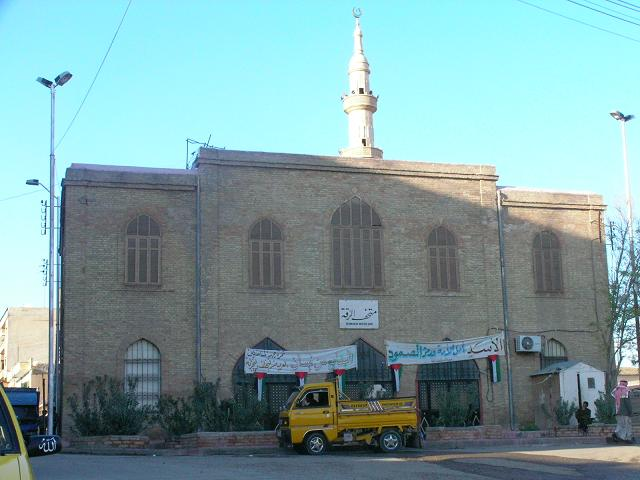
متحف الرقة

## أهم القطع في المتحف
- جزء من نصب يحمل رسوما نافرة لرجلين مسلحين تتقدمهما أربع صور لنسوة يحملن قرابين للآلهة وفي الأسفل صورة لعنزتين تتسلقان نخلة وماعز ترضع وليدها ويقع تحت الشكل إفريز تحته حيوان يجر محراثا يسوقه رجل، اللوحة من الحجر الكلسي الشبيه بالمرمر.
- إبريق من الخزف الإسلامي عليه كتابة باللون البني.
- لمبة زجاجية على شكل كأس تعود لثريا مختلفة الأحجام والقياسات.
- نقوش وكتابات أثرية تعود لعصور محتلفة.
- عدد كبير من الأختام الأسطوانية متعددة الموضوعات من عدة مواقع في محافظة الرقة.
- نموذج فخاري طويل في قاعدته زخارف نباتية جسمه مضلع يستخدم كمشجب للملابس من موقع تل البيعة.
- فنون من خزف الرقة الشهير - فترات زمنية
- قطع أثرية كثيرة من مواقع الحضارات في محافظة الرقة.

## وصلات خارجية
- متحف الرقة، مديرية العامة للآثار والمتاحف
- متحف الرقة، وزارة السياحة - سوريا